# Caudron C.580
Le Caudron C.580 était un avion d'entraînement avancé français destiné à préparer les pilotes aux nouveaux chasseurs monoplan à voilure basse du milieu des années 1930. Il n'est pas entré en production et seuls deux appareils ont été construits.